# Epipedobates pictus
Epipedobates pictus (tiếng Anh: Spot-legged Poison Frog) là một loài ếch thuộc họ Dendrobatidae. Loài này có ở Bolivia, Brasil, Peru, và Venezuela.
Môi trường sống tự nhiên của chúng là rừng ẩm vùng đất thấp nhiệt đới hoặc cận nhiệt đới và đầm nước ngọt có nước theo mùa.